# Emanuele Mollica
Emanuele Mollica (Napoli, 1820 – 1877) è stato un pittore italiano.
Seguì fino al 1843 gli insegnamenti di Costanzo Angelini all'Accademia di belle arti di Napoli. Inviò alle biennali borboniche (1837-1859) i suoi saggi scolastici, ritratti e quadri di soggetto sacro. Si specializzò in quadri di tema storico e letterario (1863, I Sanfedisti nel 1799 lacerano le carte di musica a Cimarosa; 1866, Dante e Casella; 1871, La Pimentel). Negli anni '70 aderì alla pittura neopompeiana presentando all'Esposizione Nazionale di Napoli del 1877 la Suonatrice pompeiana e Concerto di musica in casa di Cicerone a Pompei.

## Opere
- Abramo caccia Agar e Ismaele, 1855, Reggio di Caserta, Caserta.
- I Sanfedisti nel 1799 lacerano le carte di musica a Cimarosa, Palazzo San Giacomo, collezione Comune di Napoli.